# Chorvatská menšina na Slovensku

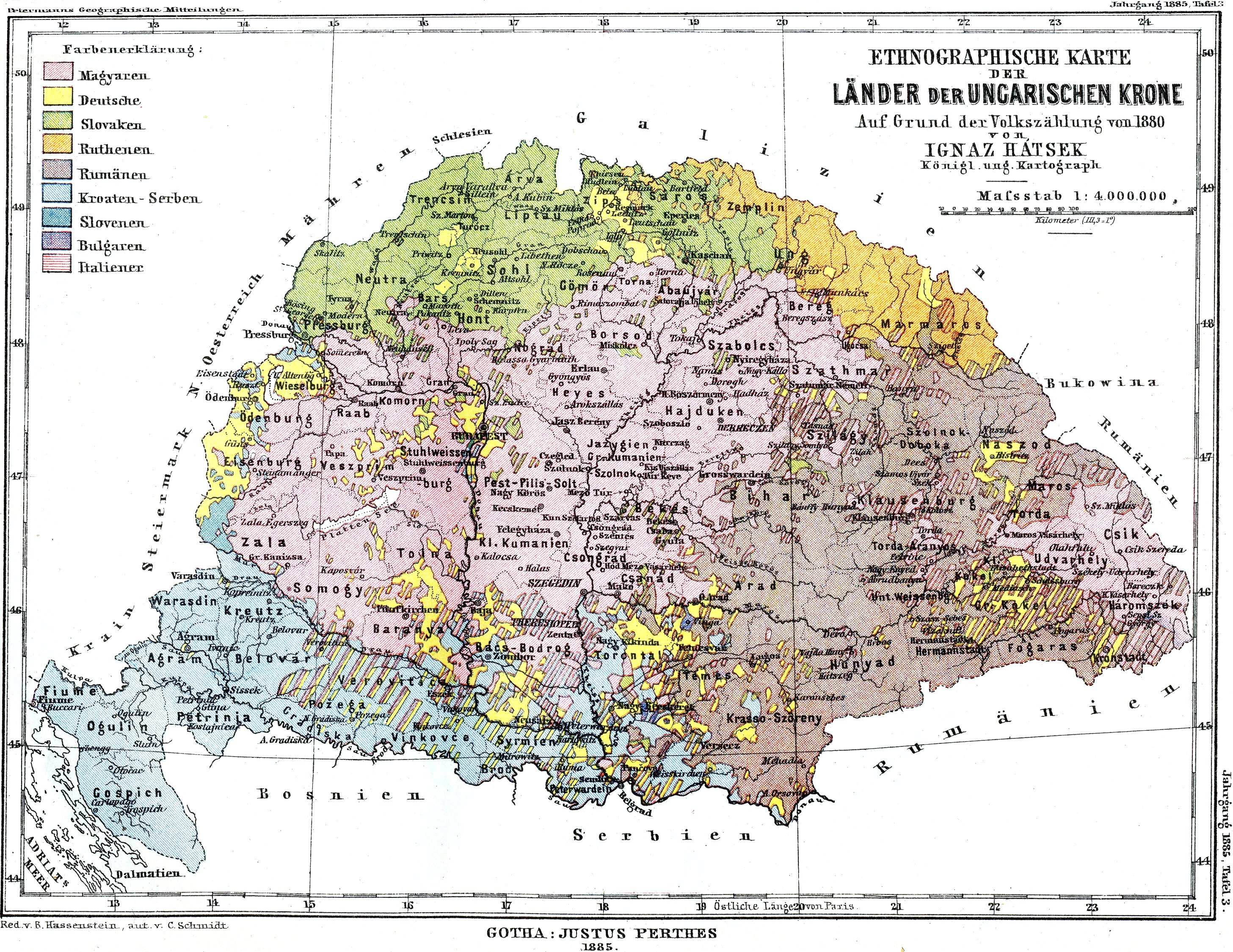
Chorvati v Uhersku podle sčítání lidu z roku 1880 (na mapce jsou vidět ostrovy chorvatského osídlení u Prešpurku, na území pozdějšího tzv. Bratislavského předmostí)

Chorvatská národnostní menšina na Slovensku (slovensky Chorvátska národnostná menšina) je označení obyvatel Slovenska, kteří se hlásí k chorvatské národnosti. Podle výsledků slovenského sčítání lidu žilo v roce 2011 na Slovensku 1 022 osob, deklarujících chorvatskou národnost.Dnes žijí převážně v obcích Čunovo, Devínska Nová Ves a Chorvátsky Grob.
Podle sčítání lidu v roce 2001 se k chorvatské národnosti na Slovensku hlásilo 890 osob.